# Annie - La felicità è contagiosa
Annie - La felicità è contagiosa (Annie) è un film del 2014 diretto da Will Gluck.
La pellicola, con protagonista Quvenzhané Wallis, è l'adattamento cinematografico dei fumetti Little Orphan Annie, pubblicati a partire dal 1924 da Harold Gray sul Daily News di New York; è remake di Annie, film del 1982 diretto da John Huston. È stata prodotta, tra gli altri, da Jay-Z e Will Smith.

## Trama
Annie è una bambina di dieci anni che è stata abbandonata dai genitori; nell'abbandonarla, questi le avevano lasciato un ciondolo per poterla riconoscere successivamente e un biglietto nel quale affermavano che sarebbero venuti a riprenderla. La piccola finisce così affidata, assieme ad altre quattro ragazze, alle cure della perfida signorina Hannigan. Ogni venerdì Annie si reca nel ristorante indicato nel biglietto lasciatole dai genitori come luogo dell'incontro, senza però mai trovarli.
Un giorno mentre corre in strada si scontra con il miliardario Will Stacks che la salva dall'essere investita; essendo candidato a sindaco, questi decide di invitare la ragazzina a pranzo per farsi un po' di pubblicità. In seguito, grazie ai consigli degli assistenti Grace e Guy, Will invita Annie a vivere con lui per un breve periodo. Inaspettatamente le si affeziona realmente e valuta l'idea di adottarla, quando Guy arriva con una grande notizia: i genitori di Annie sono stati ritrovati.
La ragazzina parte con loro, con grande dispiacere di Will, quando l'arrivo della signorina Hannigan rivela come in realtà quelli non fossero i veri genitori di Annie bensì dei rapitori ingaggiati da lei e Guy per estorcere denaro dallo stesso Stacks.
Dopo un inseguimento attraverso New York, Stacks e Hannigan riescono a raggiungere i rapitori e a salvare Annie, che verrà infine adottata dallo stesso Stacks.

## Produzione
Nel gennaio 2011 la Sony Pictures Entertainment annuncia l'avvio del progetto, con Jay-Z e Will Smith produttori e Willow Smith nel ruolo della protagonista. Nell'agosto 2012 viene annunciato l'avvio della produzione per la primavera dell'anno successivo.

### Regia
Nel febbraio 2011 viene chiamato a dirigere il film Ryan Murphy, il quale però declina l'offerta il mese successivo. Nel gennaio 2013 viene confermato alla regia Will Gluck.

### Sceneggiatura
Nel maggio 2012 Will Smith annuncia che l'attrice Emma Thompson collaborerà alla sceneggiatura del film. Nel luglio dello stesso anno la sceneggiatrice Aline Brosh McKenna riscrive una seconda stesura, che diventerà quella definitiva per il film.

### Cast
Inizialmente l'attrice protagonista doveva essere Willow Smith, figlia di Will, ma con la conferma del regista nel gennaio 2013, viene scelta Quvenzhané Wallis per la parte.
Jamie Foxx entra nel cast nel marzo 2013 mentre Cameron Diaz firma nel giugno seguente dopo il rifiuto di Sandra Bullock. In estate si aggiungono al cast Rose Byrne e Bobby Cannavale.
Il cast del film è arricchito da numerosi camei di Michael J. Fox, Patricia Clarkson, Ashton Kutcher, Mila Kunis, Rihanna, Bobby Moynihan e Sia Furler.

### Riprese
Le riprese del film iniziano il 19 settembre 2013.

## Colonna sonora
La colonna sonora è curata dal produttore Jay-Z, che ripropone cover delle musiche originali del film del 1982.

## Distribuzione
Il primo trailer viene diffuso online il 6 marzo 2014.
La pellicola è stata distribuita nelle sale cinematografiche statunitensi a partire dal 19 dicembre 2014, e in Italia dal 1º luglio 2015.

## Riconoscimenti
- 2015 - Golden Globe
  - Candidatura Migliore attrice in un film commedia o musicale a Quvenzhané Wallis
  - Candidatura Migliore canzone originale a Greg Kurstin, Sia Furler e Will Gluck (Opportunity)
- 2014 - Critics' Choice Movie Award
  - Candidatura Miglior giovane interprete a Quvenzhané Wallis
- 2015 - Motion Picture Sound Editors Golden Reel Awards
  - Candidatura Miglior musical
- 2015 - Young Artist Awards[16]
  - Miglior performance in un film - Giovane attrice protagonista a Quvenzhané Wallis
- 2015 - Kids' Choice Awards[17]
  - Candidatura ad Attrice cinematografica preferita a Cameron Diaz
  - Candidatura a Cattivo preferito a Cameron Diaz